# تامبوئشتی
تامبوئشتی (به لاتین: Tâmboești) یک منطقهٔ مسکونی در رومانی است که در شهرستان ورانچا واقع شده‌است.

## خصوصیات
تامبوئشتی ۴٬۵۶۹ نفر جمعیت دارد.